# Grofija Gelders
Grofija Gelders je nastala leta 1046 okoli mesta Geldern kot posest družine Flamencev  Wassenberških. V naslednjih stoletjih so grofje Gelders znatno razširili svoje ozemlje, zlasti na območja, ki danes tvorijo provinco Gelderland. Končno je bilo območje leta 1339 povzdignjeno v vojvodino Gelders.

## Zgodovina
Gospodstvo je nastalo na treh krajih. Dva od teh ležita ob reki Niers, in sicer Geldern in Pont. Tretji, južneje, je mesto Wassenberg ob reki Rur. Tukaj je prvi gospod, Gerard I. Flamens, leta 1021 od cesarja Henrika II. prejel deželo Gelders.

### Wassenberški,Flamenciin Gelderski
Wassenberg je bil alodialna rezidenca, ki jo je cesar okoli leta 1020 dodelil Flamencem, pravim prednikom grofov Gelderskih, ko je dele Marke Ename, iz katere so izhajali, osvojil Baldvin IV. Flandrijski. Gerhard I. Wassenberški (imenovan Flamenc, "iz Flandrije") je prejel Wassenberg, njegov brat Rutger pa grofijo Kleve, pravi kronika Kloosterrade. Gerhard je bil poročen z Bavo, hčerko grofa Diderika Hamalandskega, sina Adele Hamalandske in njenega prvega moža Immeda.
Gerhard I. je verjetno umrl kmalu po prihodu v Porenje, nasledil pa ga je sin Gerhard II. Wassenberški, čeprav bi lahko po nekaterih rodoslovjih šlo za isto osebo.

### Nastanek grofije
Wassenberg, ki se je nahajal v Lieškem gouwu, ni imel grofovskih pravic; zato najstarejše omembe enega (ali dveh) Gerhardov Flamcev iz let 1033 in 1042–1046 ne spremlja grofovski naslov. Grofovske pravice so Flamci dobili šele leta 1046 oziroma kasneje kot posledica upora Godfrida Bradatega, vojvode Spodnje Lorene. Godfrid Bradati je preko svojega očeta Gozela I. podedoval posesti grofije Hamaland. Te so prišle v družino s poroko Gozelovega starejšega brata Godfrida Brez otrok, vojvode Spodnje Lorene, z verjetno starejšo sestro Bave, Adilo Hamalandsko, hčerko Diderika. Vendar pa je ta zakon ostal brez otrok, nakar so njegove funkcije prešle na njegovega brata Gozela. Upor "Bradatega" je Flamcem ponudil priložnost, da unovčijo svojo zahtevo po nasledstvu, ki je prišla z Bavo.
Tako je Gerhard Flamec II. verjetno leta 1046 postal prvi grof iz hiše Flamcev. Okoli leta 1052 ga je nasledil Gerhard III. Wassenberški. Umrl je, ko je bil njegov najstarejši sin Gerhard IV. še mladoleten, zato je začasno prevzel prestol njegov stric Diderik. Diderika poznamo kot grofa na Veluweju leta 1076. Leta 1082 je umrl v ječi Godfreja Bouillonskega. Gerhard IV., ki je nato prevzel grofijo, je postopoma preselil prebivališče gelderskih grofov iz Wassenberga, zunaj njihove jurisdikcije, v Geldern, ki se je nahajal znotraj njihove jurisdikcije. Zdaj se je imenoval 'Gerhard Wassenberški', nato pa spet 'Gerhard Gelderski'. Leta 1096 je bil omenjen kot deželni grof. Vendar to ni veljalo za deželo Gelders, katere skrbnik je bil Gerhard.
Wassenberški alodij je bil v 12. stoletju dedovan na limburške vojvode po hčerki Juditi, ženi vojvode Walrama II. Limburškega. V nekaterih virih se Wassenberg imenuje Juditina dota. Poročila se je pred letom 1118. Leta 1118 se Gerhard 'Dolgi' še vedno imenuje Wassenberški, kjer je ustanovil cerkev, in se je nahajal 'njegov alodij'. Zato je treba domnevati, da je Judita prejela Wassenberg takoj po poroki. To je lahko bilo le z dedovanjem.

### Gradnja in širitev
V Geldernu, ki je bil takrat le majhna vas, se je začela gradnja nove grofovske rezidence. Ob reki Niers je bil zgrajen grad, okoli katerega je nastalo mesto Geldern. V trinajstem stoletju je bil obzidan (mestne pravice so bile podeljene leta 1229). Grofje, od leta 1339 pa vojvode Gelderski, so prebivali v mestu do leta 1347, ki je bilo najpomembnejše mesto v okrožju Gelderna. Grofija je prevzela ime svojega glavnega mesta.
Prvi priznani grof je bil Gehrard I. Gelderski/Gerhard IV. Wassenberški (1060–1129). Njegov sin Gerhard II. (1090–1131) se je poročil z Ermgardo, hčerko grofa Otona II. Zutphenskega, in tako pridobil še grofijo Zutphen. Njegov sin Henrik I. Gelderski (1117–1182) je bil prvi grof Geldersa in Zutphena. Njegov sin Oton I. Gelderski (1150–1207) se je udeležil tretje križarske vojne. Območje Gelderlanda se je postopoma širilo. Leta 1201 je grof od utrechtskega škofa pridobil Veluwe. To je bilo verjetno predvsem finančno vprašanje, saj škof ni mogel poravnati svojih finančnih obveznosti (posojil !?) grofu. Leta 1248 je grof Oton II. pridobil cesarsko mesto Nijmegen zaradi svoje pomoči rimskemu kralju Viljemu II. Reinald I. se je leta 1276 poročil z Irmgard Limburško in leta 1278, ko se je Irmgardin oče Walram ponovno poročil, skupaj z njo postal limburški vojvoda. Ko je Irmgard leta 1283 umrla, je Limburg v celoti pripadel Gelderlandu. Poleg tega je Reinald I. leta 1279 kupil grofijo Kessel, gosposke pravice nad levim bregom reke Meuse in Mönchengladbachom .
Širjenje ozemlja Gelderlanda se je dokončno končalo z bitko pri Woeringenu leta 1288; zadnjo bitko vojne za limburško nasledstvo, ki se je začela po Irmgardini smrti. Limburg je bil izgubljen v korist vojvodine Brabant. Grofija Gelders je imel od leta 1288 do 1293 v najemu flandrijskim grof (Reinald I. se je s to grofijo že povezal s poroko z Margareto Flandrijsko leta 1286). Flamska vladavina je prispevala k razvoju sodobne in učinkovite teritorialne vlade.
Reinald II. se je poročil z Eleonoro, hčerko Edvarda II. Angleškega. Po njegovem posredovanju je cesar Ludvik Bavarski leta 1339 povzdignil Gelders v vojvodino.

## Grb
Grb Gelderlanda se je skozi zgodovino večkrat spremenil. 
- 1131–1179
- pred letom 1190
- 1190–1236
- 1236–1339

Po povzdignjenju iz grofije v Vojvodino Gelders se je grb ponovno spremenil.